# Джха, Раджеш
Раджеш Джха (непальск. राजेश झा) — непальский политический и государственный деятель, губернатор Мадхеша (2021).

## Биография
После окончания средней школы поступил на юридический факультет Университета Трибхуван, где позднее защитил докторскую диссертацию в области права.
После окончания обучения он начал преподавательскую карьеру, а затем начал заниматься политикой. 19 февраля 2021 года президент Бидхья Деви Бхандари назначила его преемником Тилака Парияра на посту губернатора провинции Мадхеш, на котором он пробыл до 18 августа того же года.